# Standing stone
Standing stone is een artistiek kunstwerk in Amsterdam-West. Het bestaat uit een kei op een marmeren sokkel, liggend voor Overtoom 16.
De kei maakte deel uit van een van de performances die kunstenaar PINK de Thierry (Helena Scheerder) verzorgde onder de titel MWC (Man Woman Child of wel Scheerder, haar partner Donald Louw en dochter Sara of wel familie De Koning). Een van die performances getiteld Standing stone-Portret van Holland vond plaats in 1989 en bevatte de kei. Deze zwerfkei, vermoedelijk uit de omgeving van Växjö (rode Växjö graniet) met een geschatte ouderdom van 2 miljard jaar, werd door gletsjers gedurende de ijstijd naar Drenthe gesleurd. De steen was opgeslagen in Hilversum. De kunstenaar had de de gemeente Amsterdam inmiddels om goedkeuring gevraagd tot plaatsing van de steen voor de deur van het atelier aan de Overtoom (er waren achteraf mtwaalf goedkeuringen nodig). Zodra de steen was geplaatst vond een fotosessie plaats waarbij persfotografen de familie in de vorm van een staatsieportret vastlegden, staande op de steen. Van daar ondernam de Familie de Koning een voetreis naar Zandvoort aan Zee (de kei ging per vrachtauto en op het zand per shovel), waarbij een overnachting/tussenstop werd gehouden in het Frans Halsmuseum te Haarlem. De directeur, Derk Snoep, wees de familie op de overeenkomst op Everard Meysters De Amersfoortse steentrekking uit 1661, waarbij ook personen op een kei staan.
De kei werd in de Noordzee gelegd (op de uiterste grens van de ijstijd uit Saalien), waarna opnieuw een fotosessie van de familie volgde, staande op de kei in de branding. Vervolgens zou het Standing Stone-project Europa door; de leegte aan de Overtoom zou worden opgevuld middels een overzichtskaart. Aan het eind van het project zou de kei terugkeren naar de Overtoom. Het was oorspronkelijk de bedoeling dat zodra het project eindigde de steen verwijderd zou worden. Het project kreeg echter geen vervolg. In 1996 probeerde het Amsterdams Fonds voor de Kunst de steen vanwege het tijdelijk karakter te laten verwijderen, maar ze ligt nog steeds voor de deur van het gebouw.

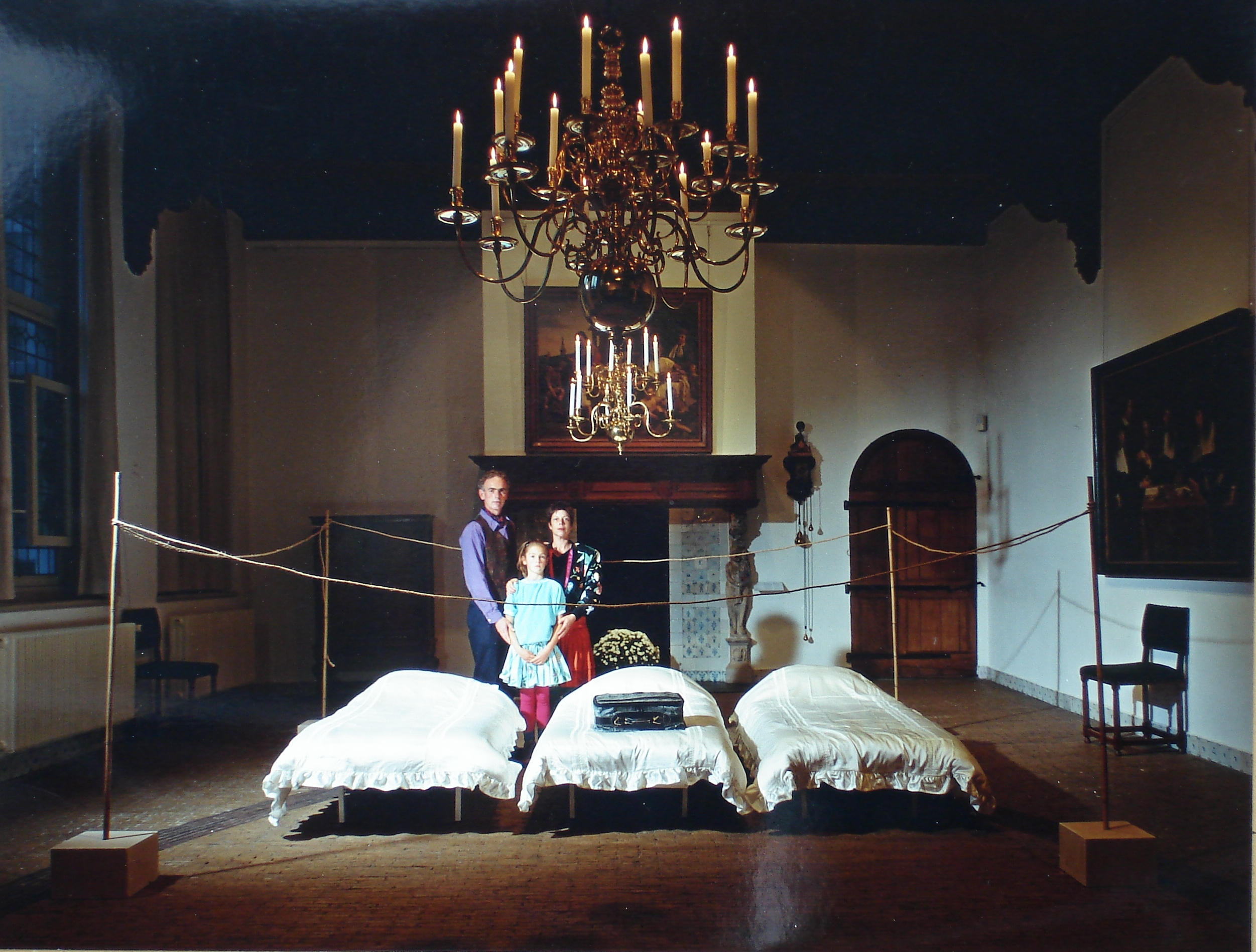
Overnachting tijdens Standing Stone in Frans Halsmuseum, Haarlem (1989)